# Exile on Main St.
Exile on Main St. je deseti studijski album The Rolling Stonesa. Izašao je kao dvostruki LP. Premda je po izlasku dočekan prilično mlako, danas se smatra jednim od najboljih albuma svih vremena, što potvrđuju 7. mjesto u izboru 500 najboljih albuma svih vremena časopisa Rolling Stone, 3. mjesto na listi 100 najboljih Britanskih albuma svih vremena, u izboru časopisa Q  te 22. mjesto na listi 100 najboljih rock'n'roll albuma svih vremena u izboru TV stanice VH1

## Popis pjesama
1. Rocks Off – 4:32
2. Rip This Joint – 2:23
3. Shake Your Hips – 2:59
4. Casino Boogie – 3:33
5. Tumbling Dice – 3:45
6. Sweet Virginia – 4:25
7. Torn and Frayed – 4:17
8. Sweet Black Angel – 2:54
9. Loving Cup – 4:23
10. Happy – 3:04
11. Turd on the Run – 2:37
12. Ventilator Blues – 3:24
13. I Just Want to See His Face – 2:52
14. Let It Loose – 5:17
15. All Down the Line – 3:49
16. Stop Breaking Down – 4:34
17. Shine a Light – 4:14
18. Soul Survivor – 3:49

## Singlovi
- Tumbling Dice
- Happy

## Izvođači
- Mick Jagger - pjevač, gitara, harmonika
- Keith Richards - gitara, bas-gitara, pjevač
- Mick Taylor - gitara
- Charlie Watts - bubnjevi
- Bill Wyman - bas-gitara
- Billy Preston - klavir, synth, organ

## Top ljestvice

### Album
| Godina | Ljestvica            | Pozicija |
| ------ | -------------------- | -------- |
| 1972.  | UK Top 50 Albumi     | #1       |
| 1972.  | Billboard Pop Albumi | #1       |

### Singlovi
| Godina | Singl           | Ljestvica             | Pozicija |
| ------ | --------------- | --------------------- | -------- |
| 1972.  | "Tumbling Dice" | UK Top 50 Singlova    | #5       |
| 1972.  | "Tumbling Dice" | The Billboard Hot 100 | #7       |
| 1972.  | "Happy"         | The Billboard Hot 100 | #22      |

## Vanjske poveznice
- allmusic.com  Arhivirana inačica izvorne stranice od 17. veljače 2021. (Wayback Machine) - Exile on Main St.